# Keyshawn Davis
Keyshawn Davis (Norfolk, 28 de fevereiro de 1999) é um boxeador estadunidense, medalhista olímpico.

## Carreira
Davis conquistou a medalha de prata nos Jogos Olímpicos de Verão de 2020 em Tóquio, após confronto na final contra o cubano Andy Cruz na categoria peso leve. Como amador, ele também ganhou a prata nos Jogos Pan-Americanos de 2019 e no Campeonato Mundial de 2019.